# Pojiga
Pojiga (en rus: Пожига) és un poble del krai de Primórie, a l'Extrem Orient de Rússia, que en el cens del 2010 tenia 366 habitants. Pertany al districte rural de Dalnerétxenski.